# Panjeschlitten
Der Panjeschlitten (Panje = ‚Herrchen‘, abgeleitet von pan = ‚Herr‘) ist ein kleiner Schlitten, der von einem Panjepferd gezogen wird und fand vor allem in der Landwirtschaft in Osteuropa Verwendung.

## Galerie

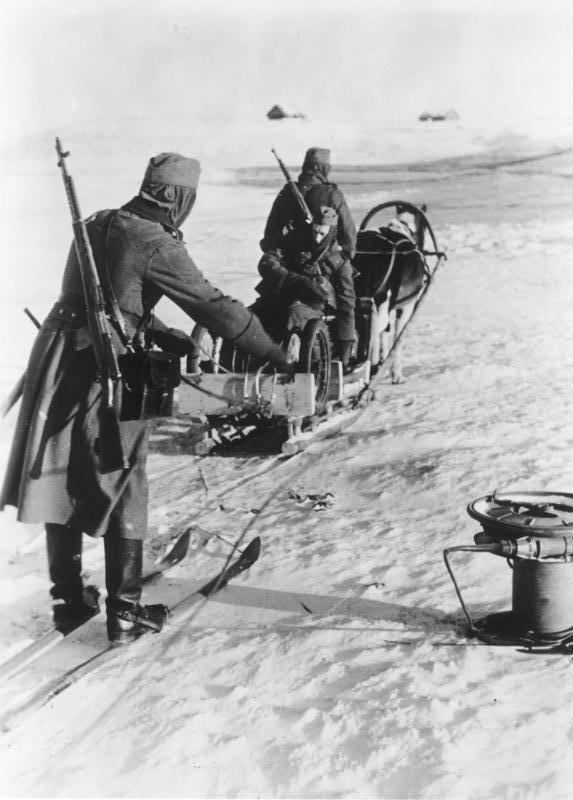
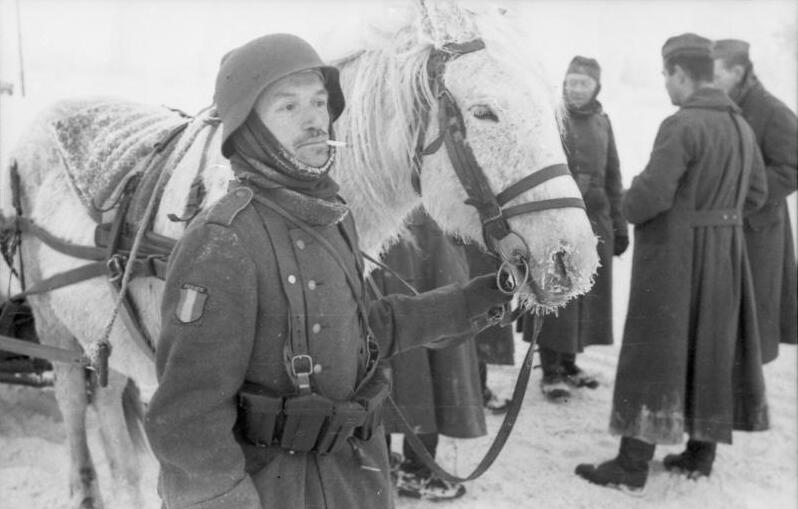
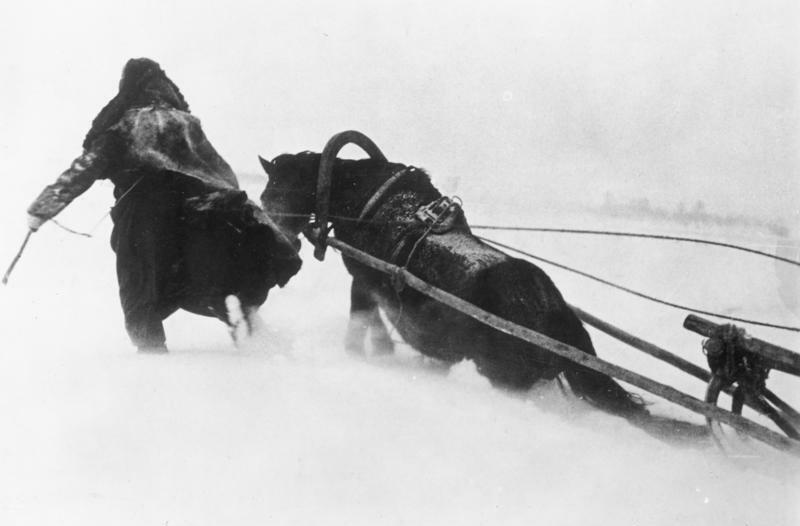